# 霍爾斯坦 (愛荷華州)
霍爾斯坦（英語：Holstein）是一個位於美國愛荷華州艾達縣的城市。

## 地理
霍爾斯坦的座標為42°29′12″N 95°32′33″W / 42.48667°N 95.54250°W，而該地的平均海拔高度為442米（即1450英尺）。

## 人口
根據2010年美國人口普查的數據，霍爾斯坦的面積為3.88平方千米，當中陸地面積為3.86平方千米，而水域面積為0.02平方千米。當地共有人口1396人，而人口密度為每平方千米359人。